# René Gartler
René Gartler (ur. 21 października 1985 w Wiedniu) – austriacki piłkarz występujący na pozycji napastnika. Wychowanek Rapidu Wiedeń, od 2015 jest zawodnikiem klubu LASK Linz.